# 타블라

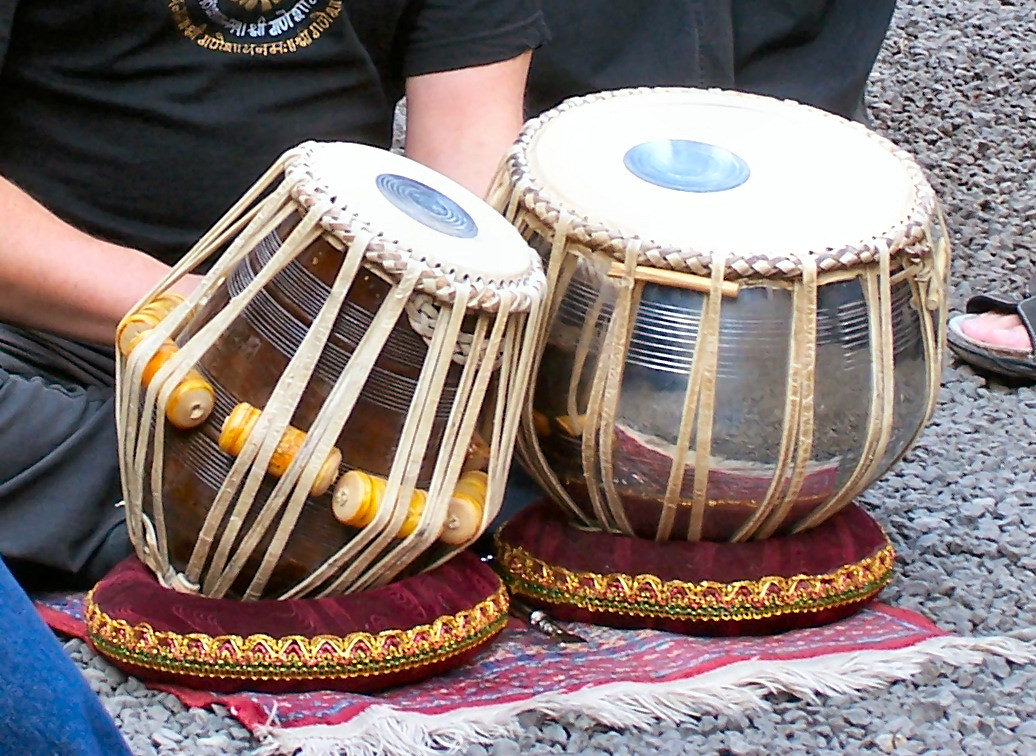

타블라(tabla)는 드럼 두 개로 구성된 남아시아의 타악기다. 호른보스텔-작스 분류로는 막울림악기에 속한다. 주로 전통, 고전, 대중, 포크 음악에 사용된다. 인도의 타블라는 손으로 두드리는 두 개의 작은 단면 드럼으로 된 악기로 각각 타블라와 바얀(bayan)이라고 부른다. 음높이는 알맞게 일정하고 부드러운 음이 난다. 둘 중 타블라 쪽이 음높이가 높으며 나무로 된 통의 지름은 약 15cm이다. 북막은 세 겹의 가죽으로 만들며, 중심의 검은 조각은 고대의 제조법에 따라 밀가루와 철의 줄밥을 반죽한 것이다. 베이스 드럼인 바얀은 금속통으로 지름은 약 23cm이며, 타블라와 마찬가리로 북막에 검은 부분이 있다. 아랍에도 타블라라는 악기가 있는데 이것은 달걀 받침 모양을 하고 있으며 나무, 도기, 금속 등의 여러 가지 재료로 만들었다. 왼쪽 무릎 위에 눕히든지 왼쪽 팔 밑으로 껴안고 손으로 두드린다.

## 같이 보기
- 북